# کرکرها (فیلم ۲۰۱۱)
«کرکرها» (انگلیسی: Crackers (2011 film)) یک فیلم است که در سال ۲۰۱۱ منتشر شد.